# Perugärdsmyg
Perugärdsmyg (Cinnycerthia peruana) är en fågel i familjen gärdsmygar inom ordningen tättingar.

## Utseende och läte
Perugärdsmygen är en nästan helbrun fågel med svaga svarta tvärband endast på vingar och stjärt. Vissa individer kan dock ha varierande mängd vitt på ansiktet och pannan. Arten är mycket lik sepiagärdsmygen, men hittas på lägre höjd och skiljer sig i läten. Sången som utförs i duett av paret består av fylliga visslingar och drillar. Där den är upprörd hörs också frenetiskt snabba skallrande ljud.

## Utbredning och systematik
Fågeln förekommer i östra Anderna i Peru (Amazonas till Ayacucho). Den behandlas som monotypisk, det vill säga att den inte delas in i några underarter.

## Levnadssätt
Perugärdsmygen hittas i molnskog i Anderna. Den påträffas ofta i stora familjegrupper som rör sig tillsammans genom skogens lägre och mellersta skikt.

## Status och hot
Arten har ett stort utbredningsområde, men tros minska i antal, dock inte tillräckligt kraftigt för att den ska betraktas som hotad. Internationella naturvårdsunionen IUCN listar arten som livskraftig (LC).